# Vizianagaram (distrikt)
Vizianagaram (telugu: విజయనగరo జిల్లా) er et distrikt i den indiske delstat Andhra Pradesh. Distriktets hovedstad er Vizianagaram. 

## Demografi
Ved folketællingen i 2011 var der 2.342.868 indbyggere i distriktet, mod 2,249,254 i 2001. Den urbane befolkningen udgør 20,93 % af befolkningen.
Børn i alderen 0 til 6 år udgjorde 9,86 % i 2011 mod 13,16 % i 2001. Antallet af piger i den alder per tusinde drenge er 955 i 2011 mod 980 i 2001.

## Inddelinger

### Mandaler
I Andhra Pradesh er mandal det tredje administrative niveau, under staten og distrikterne. Vizianagaram distrikt har 34 mandaler.
1. Komarada
2. Gummalakshmipuram
3. Kurupam
4. Jiyyammavalasa
5. Garugubilli
6. Parvathipuram
7. Makkuva
8. Seethanagaram
9. Balajipeta
10. Bobbili
11. Salur
12. Pachipenta
13. Ramabhadrapuram
14. Badangi
15. Therlam
16. Merakamudidam
17. Dattirajeru
18. Mentada
19. Gajapathinagaram
20. Bondapalle
21. Gurla
22. Garividi
23. Cheepurupalle
24. Nellimarla
25. Pusapatirega
26. Bhoghapuram
27. Denkada
28. Vizianagaram
29. Gantyada
30. Srungavarapukota
31. Vepada